# خانه پورابوالقاسمی
خانه چاغروند یا پورابوالقاسمی مربوط به دوره قاجار است و در خرم‌آباد، بافت مرکزی شهر، محله درب بابا طاهر واقع شده و این اثر در تاریخ ۲۴ اسفند ۱۳۸۳ با شمارهٔ ثبت ۱۱۶۸۱ به‌عنوان یکی از آثار ملی ایران به ثبت رسیده است.
این خانه متعلق به شخصی به نام کربلایی کریم چاغروند از خاندان معروف چاغروندهای خرم‌آباد بوده که حدود ۷۰ سال پیش توسط شخصی به نام پورابوالقاسمی خریداری می‌شود.